# SHIFT UP
SHIFT UP（シフトアップ、韓：시프트업）は、韓国のゲーム開発会社。ゲームクリエイター、イラストレーターのキム・ヒョンテによって2013年に設立され、ソウル特別市瑞草区に本社を構える。代表作に『デスティニーチャイルド』『勝利の女神:NIKKE』がある。

## 歴史
元々はキムが、MMORPGを主流とする韓国のスマートフォン向けゲーム市場において、イラストをメインとしたゲームを愛好する人に向けたゲームを作りたいと考えていたことが設立のきっかけとなっている。
2014年3月、同社はNext Floor社（現LINE GAMES）との間で戦略的パートナーシップ強化とモバイルゲームのラインアップ拡充を目的とした投資契約を締結。加えて新規タイトルの共同開発に着手することを発表した。この作品は2015年12月16日に『デスティニーチャイルド』として正式に発表され、翌2016年10月27日にリリース。本国ではiOSとAndroid各ストアで売上ランキング1位を獲得するなどの人気を博した。その後本作は2017年に日本での展開が決定し、2018年には世界164ヶ国でリリースされた。この年には同じゲーム開発会社のWemadeより100億ウォン（約12億円）の投資を受けており、同社はSHIFT UP株の4.23％を保有していた。
2019年4月、開発中の新作タイトルとしてスマートフォン向けの「Project NIKKE（仮題）」および同社初となるパソコン・コンソール向けの「Project EVE（仮題）」の2つを発表。同年10月21日にはLINE GAMESより『デスティニーチャイルド』の韓国国内および海外におけるサービスの移管を受け、同ゲームの運営元となった。
2020年2月、東京都新宿区に日本支社SHIFT UP JPを設立し、日本版『デスティニーチャイルド』の共同運営を開始（なおSHIFT UP JPは、2022年5月9日に清算を結了し解散している）。
2021年5月、韓国の同名小説を原作とする「彼女が公爵邸に行った理由」をリリースし、同月31日に限定版がNFTとして発行された。11月には「Project NIKKE」の正式名称を『勝利の女神:NIKKE』とすることを発表した。
2022年7月にはキム・ヒョンテおよび役員・従業員らが保有する自社株の一部を売却したことにより、1兆ウォンの企業価値があると算定され、ユニコーン企業となったことが報じられた。9月には「Project EVE」の正式名称を『Stellar Blade』とし、2023年にPlayStation 5専用タイトルとしてリリースすることを発表した。11月には『勝利の女神:NIKKE』が正式にリリースされ、1か月後には全世界での収益が1億ドルを突破。また、サウジアラビアの政府機関である投資省と業務協約を交わしている。12月、中国の大手IT企業テンセントが株式の20%を取得し、主要株主となった。
2023年10月、テンセントは子会社であるシンガポール企業Acevilleを通じてWemadeよりSHIFT UP株208万株を取得、持分比率を24%にまで高めたことにより、企業価値が2兆ウォン（約2200億円）となった。その後2023年末までにテンセントは比率を2倍の40%にまで拡大し、これは筆頭株主でもあるキムとその関係者の持分比率（45%）との差を著しく縮めることとなった。
11月、ソニー・インタラクティブエンタテインメントとのパブリッシング契約により、「Stellar Blade」の世界展開が決定。これと併せて、韓国企業としては初めて同社のセカンドパーティーとなることが発表された。
2024年3月、韓国取引所にIPO（新規株式公開）の予備審査申請書を提出し、上場を計画していることが報じられ、企業価値が3兆ウォン（約3400億円）になるとの予測が出た。4月には『Stellar Blade』が正式にリリースされ、日本とアメリカのゲームソフト売上ランキングで首位を獲得した。5月には投資家に向けた有価証券報告書内にて、『Stellar Blade』の続編およびPC移植版の開発を検討していることを発表した。また、同作のダウンロードコンテンツ開発も計画されていることや、クロスプラットフォーム向けの新作タイトル「Project Witches（仮題）」を2027年以降にリリース予定であること、さらに今後2～3年周期で新規タイトルを開発する計画であることも発表した。
2024年6月、SHIFT UPは投資家に向けた需要予測の提示を当初の予定だった同月3日から27日に延期したことにより、IPOの申し込みを7月に延期することが報じられた。

## 作品
| リリース   | 作品名                   | 発行                                       | プラットフォーム                 | 備考                                                                                           |
| ---------- | ------------------------ | ------------------------------------------ | -------------------------------- | ---------------------------------------------------------------------------------------------- |
| 2016年     | デスティニーチャイルド   | SHIFT UP                                   | iOS, Android                     | 2023年9月21日サービス終了。                                                                    |
| 2021年     | 彼女が公爵邸に行った理由 | SHIFT UP                                   | Steam, iOS, Android              | SHIFT UP傘下のStudio VINOが開発元となっているが、Steamのページ上ではSHIFT UPと表記されている。 |
| 2022年     | 勝利の女神:NIKKE         | Level Infinite                             | iOS,Android,PC                   |                                                                                                |
| 2024年     | Stellar Blade            | ソニー・インタラクティブエンタテインメント | PlayStation 5、Microsoft Windows | 同社初のコンシューマーゲーム                                                                   |
| 2027年以降 | Project Witches（仮題）  | 未公表                                     | コンソール, PC, モバイル         | 同社初のクロスプラットフォームゲーム                                                           |